# Flagge der Bisexuellen

Flagge der Bisexuellen

Die Flagge der Bisexuellen dient als weltweites Erkennungssymbol und zur Repräsentation von Bisexuellen und wird häufig im bisexuellen Aktivismus verwendet. Sie zählt damit zu den LGBT-Symbolen.

## Geschichte

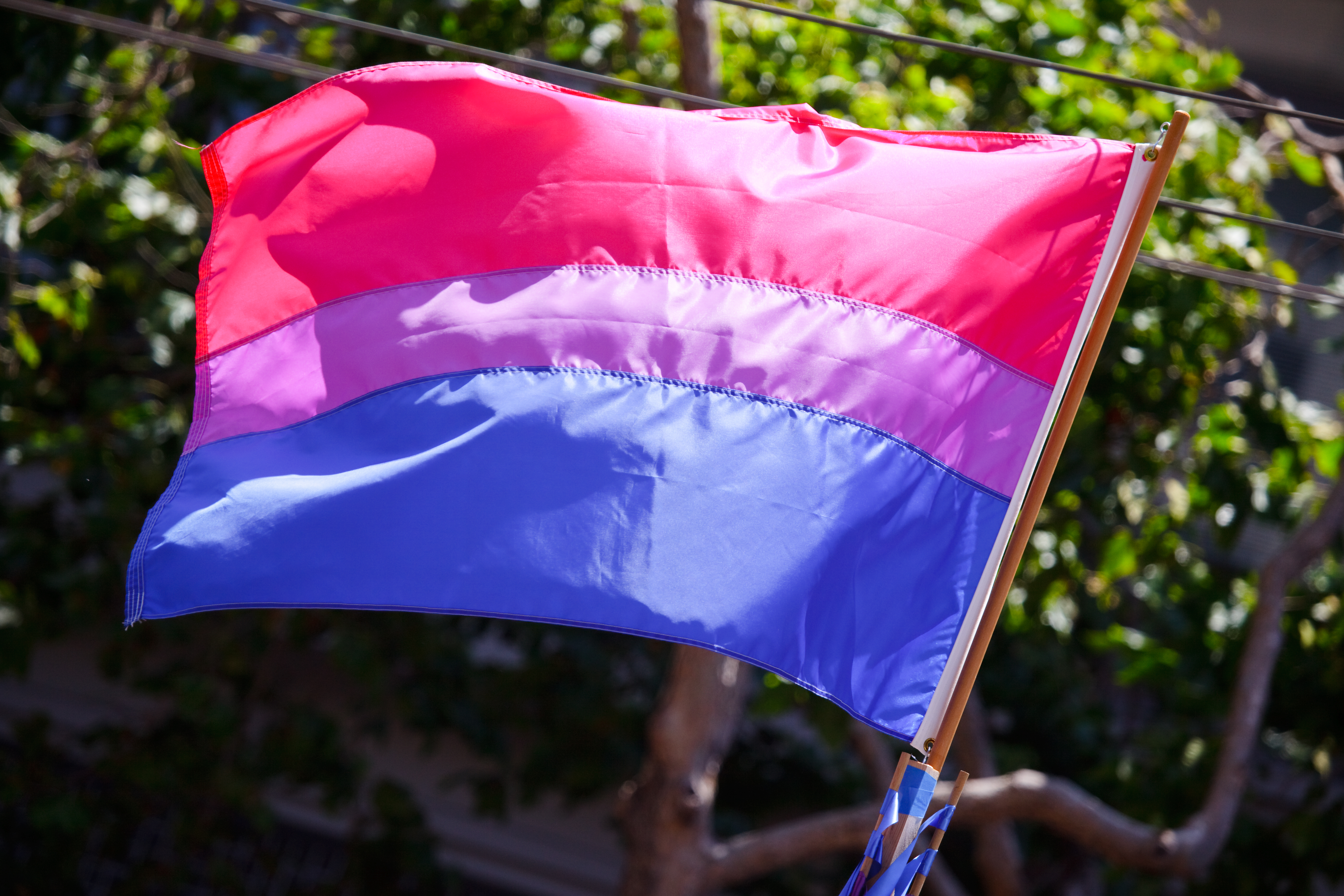
Flagge der Bisexuellen bei einem Pride Event (z. B. CSD)

Michael Page entwarf die Flagge 1998, um Bisexuellen ein Symbol mit Wiedererkennungswert zu geben. Mit den Symbolen der Lesben- und Schwulenbewegung, wie zum Beispiel die Regenbogenflagge oder das Lambda-Symbol, konnten sich Bisexuelle nicht vollständig identifizieren. Pages Ziel war, die Sichtbarkeit von Bisexuellen sowohl in der Gesellschaft als auch in der LGBT-Gemeinschaft zu erhöhen. Die erste Bisexuellen-Flagge wurde am 5. Dezember 1998 bei der Feier des ersten Jahrestages des BiCafe's enthüllt.

## Symbolik
Den Farben liegt folgende Farbensymbolik zugrunde:
- Blau steht für Heterosexualität.
- Pink steht für Homosexualität.
- Lila, als Ergebnis der Mischung von Blau und Pink, steht für Bisexualität. Es schließt aber auch die Anziehung zu Menschen mit einer nichtbinären Geschlechtsidentität ein, die sich mit keinem Geschlecht identifizieren.

## Entwurf und Farben

Biangles

Page nahm Farben von einem schon existierenden Symbol der Bisexualität und gab der Sache seinen eigenen Drall mit den Worten: "Bei der Kreierung der Bi-Flagge wählte ich die Farben und überlappende Muster des 'Biangles' Symbol."
Biangles, oder auch 'Bisexual Triangles' sind ein weiteres Symbol der Bisexuellen Community mit unbekannten Ursprüngen. Das Halbmond-Symbol ist ein weiteres Erkennungszeichen der Bisexuellen, welches absichtlich die Symbolik des Rosa Winkel vermeidet.
Page beschreibt die Bedeutung der Pink, Violett und Blauen Flagge (Verhältnis 2: 1: 2) wie folgt: "The pink color represents same sex attraction (Gay and Lesbian), the resultant overlap color purple represents sexual attraction to both (Bi), and the blue represents attraction of the opposite sex (Straight). The key to understanding the symbolism of the Bi Pride Flag is to know that the purple pixels of color blend unnoticeably into both the pink and blue just as in the "real world" where bi people blend unnoticeably into both the Gay/Lesbian and Straight Communities." ("Die pinke Farbe steht für die gleichgeschlechtliche Anziehung (Schwul und Lesbisch), die resultierende Überlappungsfarbe Violett steht für die sexuelle Anziehung zu beiden (Bi) und das Blau steht für die Anziehung des anderen Geschlechts (Straight).").
Er erklärt die tieferen Bedeutungen der Flagge mit folgender Angabe: "Der Schlüssel zum Verständnis der Symbolik der Bisexuellen Flagge liegt in dem Wissen, dass die lila Farbpixel unbemerkt sowohl in die pinke als auch in die blaue Farbe übergehen, wie auch in der 'realen Welt', in welcher Bisexuelle Menschen sich unbemerkt in schwul-lesbische als auch in die heterosexuelle Gemeinschaft einfügen."
Die Flagge wird in verschiedenen Seitenverhältnissen verwendet. 2:3 und 3:5 werden oft verwendet, wie bei vielen anderen Flaggen auch; auf der (inzwischen geschlossenen) Website biflag.com wurde 3:4 als "exakte ... Proportionen" der "ursprünglichen Bi-Pride-Flagge" angegeben.

### Farben
Die Streifenfarben und -breiten sind von oben nach unten rosa (40 %), lila (20 %) und blau (40 %). Die genauen, vom Designer angegebenen, Farben sind: PMS 226, 258 und 286; ihre ungefähren HTML-Werte sind #D60270, #9B4F96, #0038A8. Ihre ungefähren RGB-Werte sind (214,2,112), (155,79,150) bzw. (0,56,168). Die Farben sind weder patentiert, markenrechtlich geschützt oder als Dienstleistung gekennzeichnet.
| Farbe | PMS | RGB          | Hex     |
| ----- | --- | ------------ | ------- |
| Pink  | 226 | 214, 2, 112  | #D60270 |
| Lila  | 256 | 115, 79, 150 | #734F96 |
| Blau  | 286 | 0, 56, 168   | #0038A8 |

### Kontroverse um die Lizenzvergabe
Im Jahr 1998 beschloss Page, dass die Bi-Flagge "für die freie öffentliche und kommerzielle Nutzung" bestimmt sei und dass sie "nicht patentiert, markenrechtlich geschützt oder als Dienstleistung gekennzeichnet" sei. Im April 2020 behauptete BiNet USA, dass es der alleinige Urheberrechtsinhaber der Flagge und der Flaggenfarben sei, und sagte, dass Organisationen und Einzelpersonen, die die Flagge für kommerzielle Zwecke verwenden wollten, eine Lizenz von der Organisation einholen müssten. Über die Behauptung von BiNet und die daraus resultierende Kontroverse wurde von Out und LGBTQ Nation berichtet, die Zweifel an der Behauptung von BiNet äußerten und feststellten, dass die Flagge nicht für das Urheberrecht in Frage kommt.
Am 29. April 2020 verfasste BiNetUSA einen Tweet und behauptete, die Wikipedia-Seite für die Flagge sei ungenau.

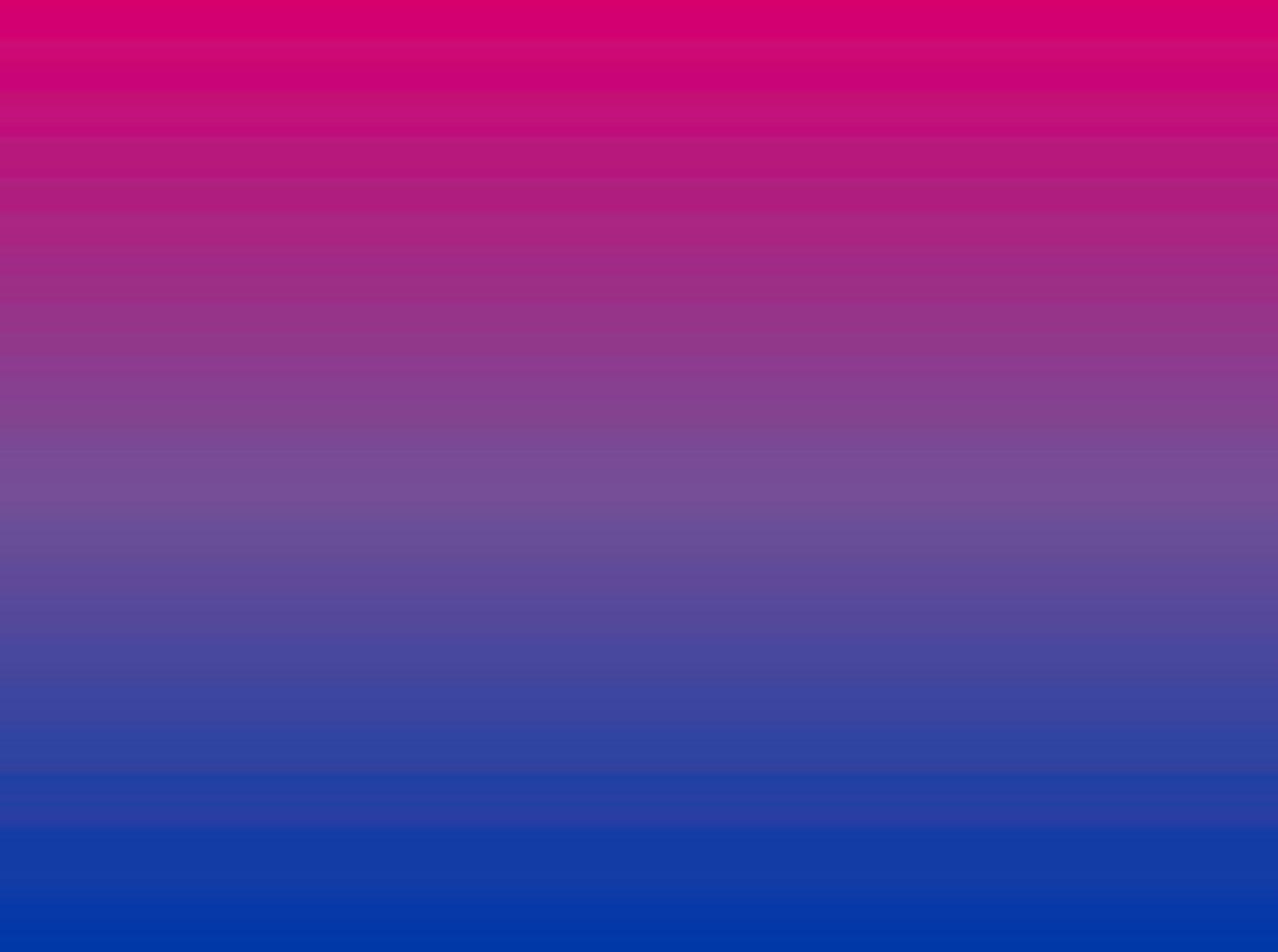
Alternative Flagge der Bisexuellen

### Alternative Darstellung
Es existiert noch eine alternative Darstellung der Flagge als Farbverlauf anstelle der getrennten Farbbalken. Dies soll das Kontinuum und den fließenden Übergang der sexuellen Orientierungen repräsentieren.